# Jestřábník
Jestřábník (Hieracium) je rod rostlin, s převážně žlutými květy. Je jedním z největších rodů krytosemenných rostlin, databáze Plants of the World udává na 3000 druhů. Rod jestřábník je součásti čeledi hvězdnicovitých, kde je řazen do podčeledi čekankové (Cichorioideae).
Vyjma Austrálie se rozšířil do všech světadílů, roste od subtropů až téměř do chladných subpolárních oblastí. V České republice vyrůstá okolo 60 druhů.

## Popis

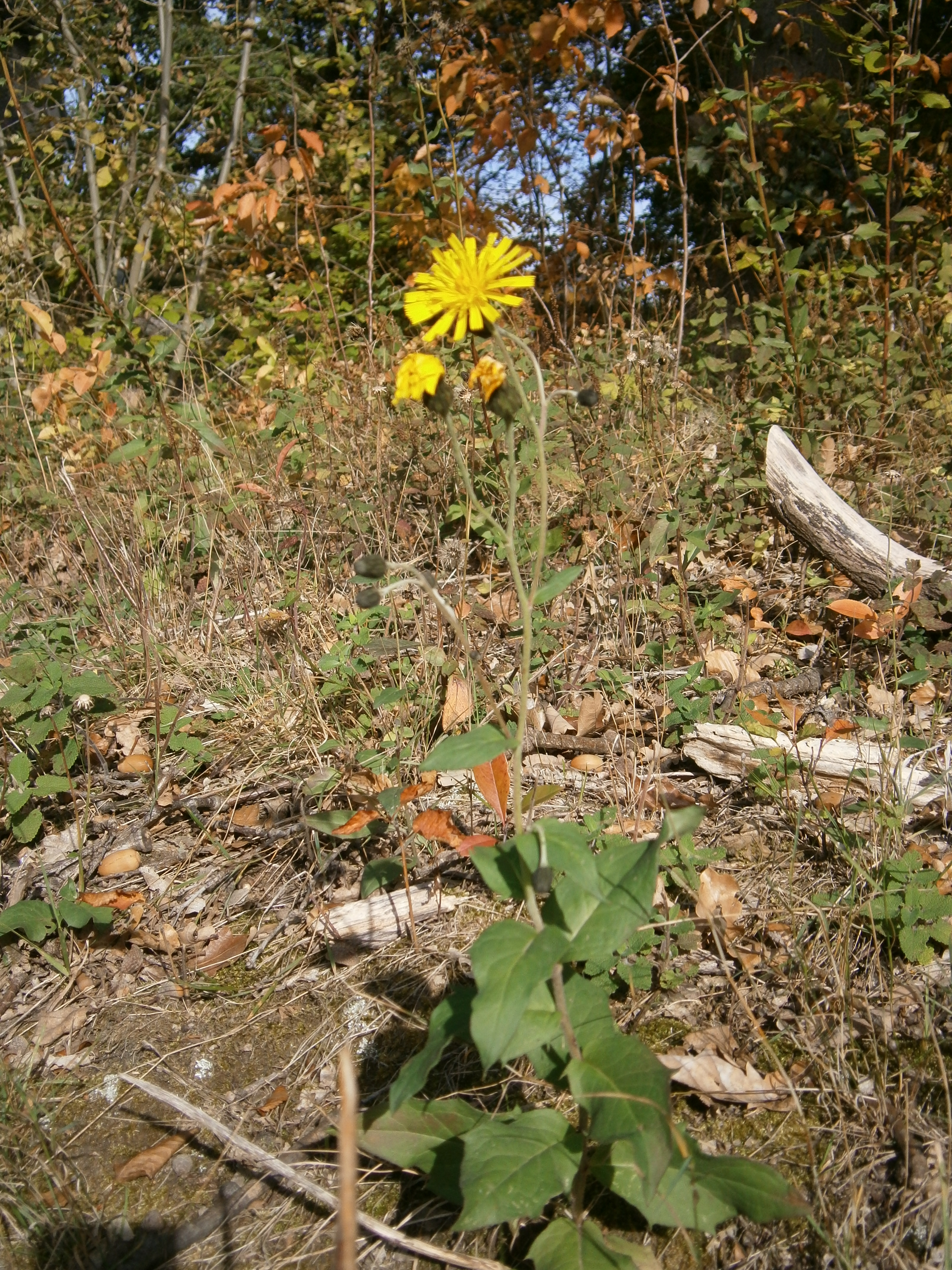
Jestřábník savojský

Jsou to rostliny převážně vytrvalé, kvetou nejčastěji žlutě, mnohem řidčeji červeně, oranžově nebo růžově. Hodně druhů vytváří přízemní listovou růžici, která u některých druhů v době kvetení již usychá. Lodyha bývá porostlá mnoha nebo jen několika listy (i pouze jedním) s řapíky nebo bez, jejich čepele mají okraj obvykle různě zubatý. Důležitým znakem určující druh rostliny je odění, na lodyze, listech, úborech, zákrovu i květech mohou vyrůstat chlupy jednoduché vícebuněčné, stopkaté žlázky nebo hvězdicovité chlupy, které při větší hustotě mohou být plstnaté. Na místě poškození někdy vytéká z lodyh latex.
Výhradně jazykovité květy jsou seskupeny do úborů vyrůstajících na lodyze samostatně nebo vytvářejících květenství. U převážné většiny druhů dochází k apomiktickému rozmnožování bez splynutí gamet, tj. z vajíčka se vytvoří plod i bez oplodnění samčími buňkami z pylu. Plody jsou nažky s chmýrem, který je dvouřadý, nažky 2,5-5 mm dlouhé. Rostliny jsou vždy bez výběžků.

## Taxonomie
Všeobecně se jestřábník popisuje, co se týče jeho taxonomie, jako jeden z nejsložitějších rodů, tzv. kritických taxonů. Jednou z příčin je apomiktické rozmnožování mnoha druhů, které odchylky vzniklé před dávnou dobou na oddělených stanovištích dlouhodobě konzervuje (rostliny se vlastně množí klonováním). Následně vzniká velké množství tzv. apomiktických mikrodruhů. U rostlin rozmnožujících se opylením dochází zase často k hybridizaci, plodní hybridi se dále kříží mezi sebou i zpětně s původními rodiči, vznikají nepřehledné tzv. hybridní roje.
Rod jestřábník byl v minulosti pojímán jako široký rod (sensu lato) jestřábník Hieracium se dvěma podrody: subgen. Hieracium, tzv. pravé jestřábníky, a subgen. Pilosella, tzv. chlupáčky.  V současné době jsou oba považovány za samostatné rody jestřábník (Hieracium sensu stricto) a chlupáček (Pilosella), do něhož patří mimo jiné i dobře známé druhy jestřábník oranžový (nově Pilosella aurantiaca) či jestřábník chlupáček (nově Pilosella officinarum).

### Hlavní a vedlejší druhy
Stav, kdy vzniklo velké množství blízce příbuzných druhů, které navíc nejsou od sebe příliš odlišné, dal vzniknout systematické pomůcce, a to stanovením tzv. hlavních a vedlejších druhů. Hlavní druh je takový, který nese unikátní, dobře vyhraněnou, málo proměnlivou a dobře rozpoznatelnou sadu poznávacích znaků. Vedlejší druh je pak ten, který nese znaky nějakého dalšího, hlavního druhu, přičemž nemusí být nutně hybridního původu. Vzájemné vztahy se pak zapisují:
- Hieracium laurinum (Hieracium sabaudum < Hieracium umbellatum) což značí: Vedlejší druh Hieracium laurinum nese znaky hlavních druhů Hieracium sabaudum a Hieracium umbellatum, má však blíže k Hieracium sabaudum.[4][6][7]

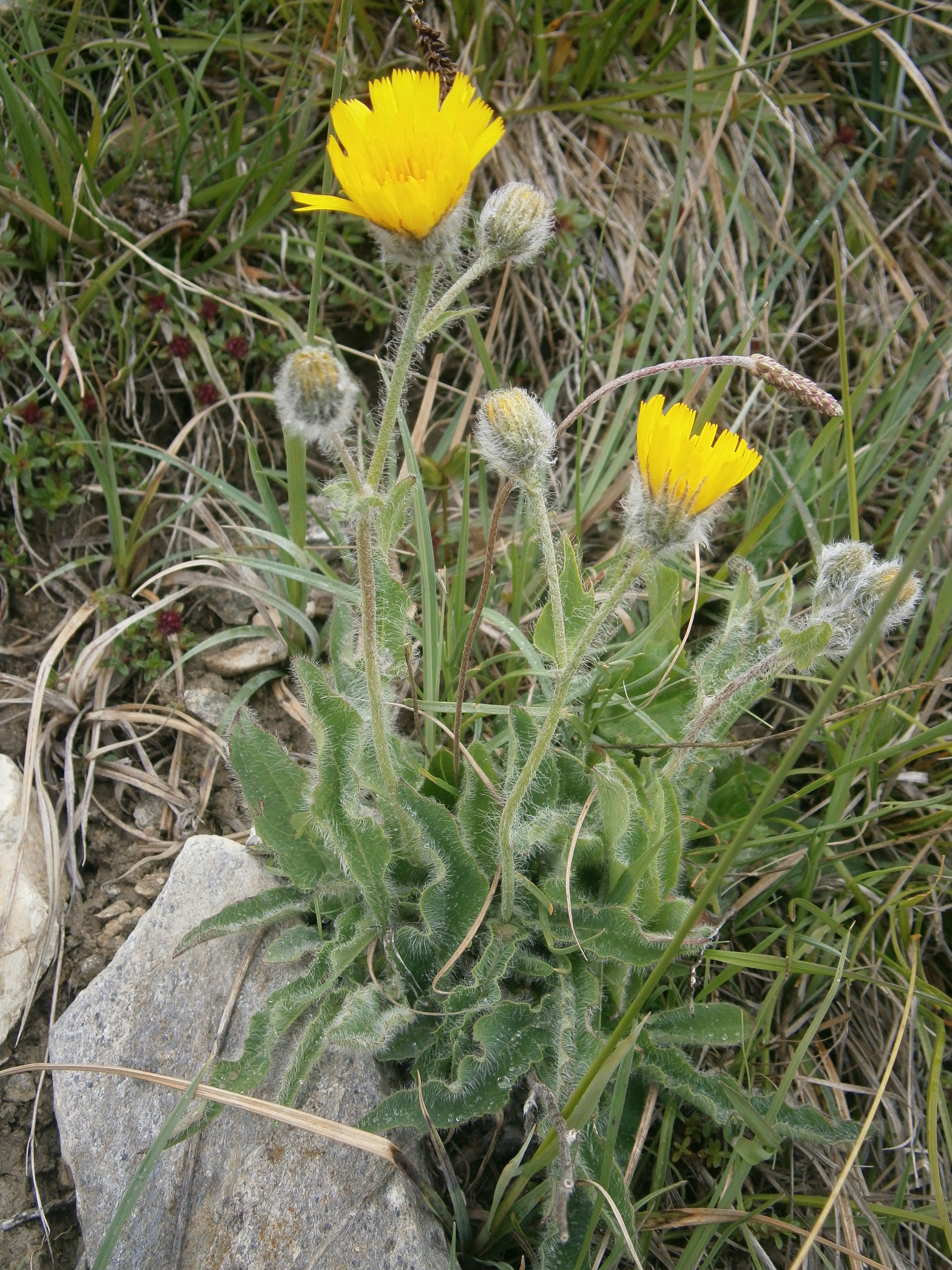
Jestřábník huňatý

## Zástupci v Česku
V České republice vyrůstá okolo 60 druhů. Za hlavní druhy (viz výše) je v české květeně považováno následujících 12 druhů:
- Jestřábník alpský (Hieracium alpinum) – pouze v alpínských polohách Krkonoš a Jeseníků
- Jestřábník bledý (H. schmidtii) – živinami chudé skalní výchozy, suché bory a teplomilné doubravy na skalách, kaňony řek
- Jestřábník dvouklaný (H. bifidum) – vzácně na vápencových skalních výchozech
- Jestřábník hladký (H. laevigatum) – většina území, dubohabřiny, doubravy, horské a podhorské louky
- Jestřábník hroznatý (H. racemosum) – převážně dubohabřiny a doubravy teplejších oblastí
- Jestřábník huňatý (H. villosum) – kriticky ohrožený endemit Hrubého Jeseníku
- Jestřábník Lachenalův (H. lachenalii) – na celém území, listnaté mezofilní lesy, teplomilné doubravy, ale též podhorské louky
- Jestřábník okoličnatý (H. umbellatum) – teplejší oblasti, suché trávníky, skalní výchozy, vřesoviště, acidofilní doubravy, bory
- Jestřábník savojský (H. sabaudum) – hojný na celém území, převážně sušší lesy a lesní lemy
- Jestřábník slezský (H. silesiacum) – kriticky ohrožený endemit Hrubého Jeseníku
- Jestřábník věsenkovitý (H. prenanthoides) – subalpínské louky a křoviny Krkonoš a Jeseníků
- Jestřábník zední (H. murorum) – na celém území krom nejteplejších zemědělských nížin, mezofilní a suché lesy, lesní lemy, též leckde jinde

Velké množství drobných vedlejších druhů se vyskytuje především ve vysokých polohách hor, nejvíce v Krkonoších a Hrubém Jeseníku (jestřábník labský, zelenohlavý a další); mnohé z nich jsou kriticky ohroženými endemity malého území.